# Danh sách tàu của Hải quân Đế quốc Đức
Danh sách các tàu chiến của Hải quân Đế quốc Đức bao gồm tất cả các con tàu được đưa vào phục vụ trong Hải quân Đế quốc Đức (Kaiserliche Marine) của Đức, bao gồm giai đoạn từ năm 1871, thành lập ra đế chế Đức, đến cuối Thế chiến thứ nhất (1919).

## Tàu chiến bọc thép
Panzerfregatten; sau đó phân loại lại là "Tàu bọc thép" Panzerschiffe
- Lớp Arminius
  - SMS Arminius, 1864
- Lớp Prinz Adalbert (1560 tấn, pháo 5 x 36pdr)
  - SMS Prinz Adalbert, 1865
- Kronprinz
  - SMS Kronprinz, 1867
- Lớp Friedrich Carl
  - SMS Friedrich Carl, 1867
- Lớp König Wilhelm, (9750 tấn, pháo 33 x 72pdr)
  - SMS König Wilhelm, 1868
- Lớp Hansa
  - SMS Hansa, 1872
- Preussen Class (6,800 tấn)
  - SMS Preussen, 1873
  - SMS Friedrich der Grosse, 1874
  - SMS Grosser Kurfürst, 1875
- Kaiser Class (7319 tons, 8 x 26 cm guns)
  - SMS Kaiser, 1875
  - SMS Deutschland, 1875
  - Sachsen Class (7,800 tons, 6 x 26 cm guns)
    - SMS Sachsen, 1877
    - SMS Bayern, 1878
    - SMS Württemberg, 1878
    - SMS Baden, 1880

  - Oldenburg Class (5,250 tons, 8 x 24 cm guns)
    - SMS Oldenburg, 1884

## Tàu phòng vệ ven biển
Tàu bảo vệ bờ biển bọc thép/ Küstenpanzerschiffe
- - Lớp Siegfried (3,700 tấn, pháo 3 x 24 cm)
    - SMS Siegfried, 1889
    - SMS Beowulf, 1890
    - SMS Frithjof, 1892
    - SMS Heimdall, 1892
    - SMS Hildebrand, 1892
    - SMS Hagen, 1893

  - Lớp Odin (4,250 tấn, pháo 3 x 24 cm)
    - SMS Odin, 1894
    - SMS Ägir, 1895

## Thiết giáp hạm
Thiết giáp hạm
- Tiền-Dreadnoughts (trong tiếng Đức Linienschiffe "Tàu chiến tuyến")
  - Lớp Brandenburg (10,500 tons, pháo 6 x 28 cm)
    - SMS Kurfürst Friedrich Wilhelm, 1891
    - SMS Brandenburg, 1891
    - SMS Weissenburg, 1891
    - SMS Wörth, 1892

  - Lớp Kaiser Friedrich III (11,600 tấn, pháo 4 x 24 cm)
    - SMS Kaiser Friedrich III., 1896
    - SMS Kaiser Wilhelm II., 1897
    - SMS Kaiser Wilhelm der Grosse, 1899
    - SMS Kaiser Karl der Grosse, 1899
    - SMS Kaiser Barbarossa, 1900

  - Lớp Wittelsbach (12,000 tấn, pháo 4 x 24 cm)
    - SMS Wittelsbach, 1900
    - SMS Wettin, 1900
    - SMS Zähringen, 1901
    - SMS Schwaben, 1901
    - SMS Mecklenburg, 1901

  - Lớp Braunschweig (13,000 tấn, pháo 4 x 28 cm)
    - SMS Braunschweig, 1901
    - SMS Elsass, 1903
    - SMS Hessen, 1903
    - SMS Preussen, 1903
    - SMS Lothringen, 1904

  - Lớp Deutschland (13,000 tấn, pháo 4 x 28 cm)
    - SMS Deutschland, 1904
    - SMS Hannover, 1905
    - SMS Pommern, 1905
    - SMS Schlesien, 1906
    - SMS Schleswig-Holstein, 1906
- Dreadnoughts (trong tiếng Đức Schlachtschiffe "Tàu chiến tuyến")
  - Lớp Nassau (19,000 tons, 12 x 28 cm guns)
    - SMS Nassau, 1908
    - SMS Posen, 1908
    - SMS Rheinland, 1908
    - SMS Westfalen, 1908

  - Lớp Helgoland (23,000 tons, 12 x 30.5 cm guns)
    - SMS Helgoland, 1909
    - SMS Ostfriesland, 1909
    - SMS Thüringen, 1909
    - SMS Oldenburg, 1910

  - Lớp Kaiser (25,000 tons, 10 x 30.5 cm guns)
    - SMS Kaiser, 1911
    - SMS Kaiserin, 1911
    - SMS Prinzregent Luitpold, 1911
    - SMS Friedrich der Grosse, 1911
    - SMS König Albert, 1912

  - Lớp König (26,000 tons, 10 x 30.5 cm guns)
    - SMS König, 1913
    - SMS Grosser Kurfürst, 1913
    - SMS Markgraf, 1913
    - SMS Kronprinz/SMS Kronprinz Wilhelm, 1914

  - Lớp Bayern (29,000-32,000 tons, 8 x 38 cm guns)
    - SMS Bayern, 1915
    - SMS Baden, 1915
    - SMS Württemberg, not completed
    - SMS Sachsen, not completed

  - L 20 α (lớp thiết giáp hạm) (43,800–48,700 tons, 8 x 42 cm guns)
    - None built

## Tàu chiến tuần dương
German Große Kreuzer "Large cruiser" (Schlachtkreuzer "Battlecruiser" didn't come into use until later)
- Von der Tann Class (19,400 tons, 8 x 28 cm guns)
  - SMS Von der Tann, 1909
- Moltke Class (23,000 tons, 10 x 28 cm guns)
  - SMS Moltke, 1910
  - SMS Goeben, 1911
- Seydlitz Class (25,000 tons, 10 x 28 cm guns)
  - SMS Seydlitz, 1912
- Derfflinger Class (27,000 tons, 8 x 30.5 cm guns)
  - SMS Derfflinger, 1913
  - SMS Lützow, 1913
  - SMS Hindenburg, 1915
- Mackensen Class (35,000 tons, 8 x 35 cm guns)
  - SMS Mackensen not completed
  - SMS Graf Spee not completed
  - SMS Prinz Eitel Friedrich not completed
  - SMS Fürst Bismarck, not completed
- Ersatz Yorck Class (38,000 tons 8 x 38 cm guns)
  - SMS Ersatz Yorck not completed
  - SMS Ersatz Gneisenau ordered but construction not started
  - SMS Ersatz Scharnhorst ordered but construction not started

## Tàu tuần dương bảo vệ
- Lớp Kaiserin Augusta (6,000 tons, 4 x 15 cm guns)
  - SMS Kaiserin Augusta, 1892
- Victoria Louise Class (5,700 tons, 2 x 21 cm guns, 8 x 15 cm guns)
  - SMS Victoria Louise, 1897
  - SMS Hertha, 1897
  - SMS Freya, 1897
  - SMS Vineta, 1897
  - SMS Hansa, 1898

## Tàu tuần dương hạng nặng
Tiếng Đức Grosse Kreuzer
- Lớp Fürst Bismarck (10,700 tons, 4 x 24 cm guns, 12 x 15 cm guns)
  - SMS Fürst Bismarck, 1897
- Lớp Prinz Heinrich (9,000 tons, 2 x 24 cm guns)
  - SMS Prinz Heinrich, 1900
- Prinz Adalbert Class (9,000 tons, 4 x 21 cm guns)
  - SMS Prinz Adalbert, 1901
  - SMS Friedrich Carl, 1901
- Roon Class (10,000 tons, 4 x 21 cm guns)
  - SMS Roon, 1903
  - SMS Yorck, 1904
- Scharnhorst Class (11,600 tons, 8 x 21 cm guns)
  - SMS Scharnhorst, 1906
  - SMS Gneisenau, 1906
- Lớp Blücher (15,800 tons, 12 x 21 cm guns)
  - SMS Blücher, 1908

## Tàu tuần dương hạng nhẹ
Kleine Kreuzer
- - Lớp Blitz (1,486 tấn, pháo 6 x 8.8 cm)
    - SMS Blitz, 1882
    - SMS Pfeil, 1882

  - Lớp Greif (2,266 tons, 2 x 10.5 cm guns, 8 x 8.8 cm guns)
    - SMS Greif, 1886

  - Lớp Schwalbe (1,359 tons, 8 x 10.5 cm guns)
    - SMS Schwalbe, 1887
    - SMS Sperber, 1888

  - Lớp Irene (5,027 tons, 4 x 15 cm/30 guns, 10 x 15 cm/22 guns)
    - SMS Irene, 1887
    - SMS Prinzess Wilhelm, 1887

  - Lớp Wacht (1,499 tons, 3 x 10.5 cm guns, 4 x 8.8 cm guns)
    - SMS Wacht, 1887
    - SMS Jagd, 1888

  - Lớp Meteor (1,078 tons, 4 x 8.8 cm guns)
    - SMS Meteor, 1890
    - SMS Commet, 1892

  - Lớp Bussard (1,650 tons, 10 x 10.5 cm guns)
    - SMS Bussard, 1890
    - SMS Falke, 1891
    - SMS Seeadler, 1892
    - SMS Cormoran, 1892
    - SMS Condor, 1892
    - SMS Geier, 1894

  - Lớp Gefion (3.700 tons, 10 x 10.5 cm guns)
    - SMS Gefion, 1893

  - Lớp Hela (2,000 tons, 4 x 8.8 cm guns)
    - SMS Hela, 1895

  - Lớp Gazelle (2,700 tons, 10 x 10.5 cm guns)
    - SMS Gazelle, 1898
    - SMS Niobe
    - SMS Nymphe
    - SMS Thetis
    - SMS Ariadne
    - SMS Amazone
    - SMS Medusa
    - SMS Frauenlob
    - SMS Arcona
    - SMS Undine, 1902

  - Lớp Bremen (3,300 tons 10 x 10.5 cm guns)
    - SMS Bremen, 1903
    - SMS Hamburg, 1903
    - SMS Lübeck, 1904
    - SMS München, 1904
    - SMS Leipzig, 1905
    - SMS Danzig, 1906
    - SMS Berlin

  - Lớp Königsberg (1905)
    - SMS Königsberg, 1905
    - SMS Stettin, 1907
    - SMS Stuttgart, 1906
    - SMS Nürnberg, 1906

  - Lớp Dresden (3,700 tons)
    - Dresden, 1907
    - Emden, 1908

  - Lớp Kolberg (4,400 tons)
    - SMS Kolberg, 1908
    - SMS Mainz, 1909
    - SMS Köln, 1909
    - SMS Augsburg, 1909

  - Lớp Magdeburg
    - SMS Magdeburg, 1911
    - SMS Breslau, 1911
    - SMS Straßburg, 1911
    - SMS Stralsund, 1911

  - Lớp Karlsruhe
    - SMS Karlsruhe, 1912
    - SMS Rostock, 1912

  - Lớp Graudenz
    - SMS Graudenz, 1913
    - SMS Regensburg, 1914

  - Lớp Pillau
    - SMS Pillau, 1914
    - SMS Elbing, 1914

  - Lớp Wiesbaden
    - SMS Wiesbaden, 1915
    - SMS Frankfurt, 1915

  - LớpKönigsberg (1915)
    - SMS Königsberg, 1915
    - SMS Karlsruhe, 1915
    - SMS Emden, 1915
    - SMS Nürnberg, 1916

  - Lớp Köln (5,600 tons)
    - SMS Köln, 1916
    - SMS Dresden, 1917

## Tàu tuần dương thả ngư lôi
Minenlegekreuzer
- - Nautilus Class (2,000 tấn, pháo 8 x 8.8 cm)
    - SMS Nautilus, 1907
    - SMS Albatross, 1907

  - Brummer Class (4,400 tấn)
    - SMS Brummer, 1915
    - SMS Bremse, 1915

## Tàu tuần dương Frigate
Kreuzerfregatte
- - Bismarck Class (3,386 tonnes, 16 x 15 cm L/22 guns)
    - SMS Bismarck
    - SMS Blücher
    - SMS Stosch
    - SMS Moltke
    - SMS Gneisenau
    - SMS Stein

## Thuyền-Ngư lôi
Torpedoboot
- - Lớp G 132
    - SMS G 132
    - SMS G 133
    - SMS G 134
    - SMS G 135
    - SMS G 136

  - G 137 Class
    - SMS G 137

  - S 138 Class
    - SMS G 138
    - SMS G 139
    - SMS G 140
    - SMS G 141
    - SMS G 142
    - SMS G 143
    - SMS G 144
    - SMS G 145
    - SMS G 146
    - SMS G 147
    - SMS G 148
    - SMS G 149

  - V 150 Class
    - SMS V 150
    - SMS V 151
    - SMS V 152
    - SMS V 153
    - SMS V 154
    - SMS V 155
    - SMS V 156
    - SMS V 157
    - SMS V 158
    - SMS V 159
    - SMS V 160

  - V 161 Class
    - SMS V 161

  - V 162 Class
    - SMS V 162
    - SMS V 163
    - SMS V 164

  - S 165 Class
    - SMS S 165
    - SMS S 166
    - SMS S 167
    - SMS S 168

  - G 169 Class
    - SMS G 169
    - SMS G 170
    - SMS G 171
    - SMS G 172
    - SMS G 173
    - SMS G 174
    - SMS G 175

  - S 176 Class
    - SMS S 176
    - SMS S 177
    - SMS S 178
    - SMS S 179

  - V 180 Class
    - SMS V 180
    - SMS V 181
    - SMS V 182
    - SMS V 183
    - SMS V 184
    - SMS V 185
    - SMS V 186
    - SMS V 187
    - SMS V 188
    - SMS V 189
    - SMS V 190
    - SMS V 191

  - G 192 Class
    - SMS G 192
    - SMS G 193
    - SMS G 194
    - SMS G 195
    - SMS G 196
    - SMS G 197

  - V 1 Class
    - SMS V 1
    - SMS V 2
    - SMS V 3
    - SMS V 4
    - SMS V 5
    - SMS V 6

  - G 7 Class
    - SMS G 7
    - SMS G 8
    - SMS G 9
    - SMS G 10
    - SMS G 11
    - SMS G 12

  - S 13 Class
    - SMS S 13
    - SMS S 14
    - SMS S 15
    - SMS S 16
    - SMS S 17
    - SMS S 18
    - SMS S 19
    - SMS S 20
    - SMS S 21
    - SMS S 22
    - SMS S 23
    - SMS S 24

  - V 25 Class
    - SMS V 25
    - SMS V 26
    - SMS V 27
    - SMS V 28
    - SMS V 29
    - SMS V 30

  - S 31 Class
    - SMS S 31
    - SMS S 32
    - SMS S 33
    - SMS S 34
    - SMS S 35
    - SMS S 36

  - G 37 Class
    - SMS G 37
    - SMS G 38
    - SMS G 39
    - SMS G 40
    - SMS G 41
    - SMS G 42

  - V 43 Class
    - SMS V 43
    - SMS V 44
    - SMS V 45
    - SMS V 46
    - SMS V 47
    - SMS V 48

  - S 49 Class
    - SMS S 49
    - SMS S 50
    - SMS S 51
    - SMS S 52
    - SMS S 53
    - SMS S 54
    - SMS S 55
    - SMS S 56
    - SMS S 57
    - SMS S 58
    - SMS S 59
    - SMS S 60
    - SMS S 61
    - SMS S 62
    - SMS S 63
    - SMS S 64
    - SMS S 65
    - SMS S 66

  - V 67 Class
    - SMS V 67
    - SMS V 68
    - SMS V 69
    - SMS V 70
    - SMS V 71
    - SMS V 72
    - SMS V 73
    - SMS V 74
    - SMS V 75
    - SMS V 76
    - SMS V 77
    - SMS V 78
    - SMS V 79
    - SMS V 80
    - SMS V 81
    - SMS V 82
    - SMS V 83
    - SMS V 84

  - G 85 Class
    - SMS G 85
    - SMS G 86
    - SMS G 87
    - SMS G 88
    - SMS G 89
    - SMS G 90
    - SMS G 91
    - SMS G 92
    - SMS G 93
    - SMS G 94
    - SMS G 95

  - G 96 Class
    - SMS G 96

  - B 97 Class
    - SMS B 97
    - SMS B 98
    - SMS V 99
    - SMS V 100
    - SMS B 109
    - SMS B 110
    - SMS B 111
    - SMS B 112

  - G 101 Class
    - SMS G 101
    - SMS G 102
    - SMS G 103
    - SMS G 104

  - V 105 Class
    - SMS V 105
    - SMS V 106
    - SMS V 107
    - SMS V 108

  - S 113 Class
    - SMS S 113
    - SMS S 114
    - SMS S 115

  - V 116 Class
    - SMS V 116
    - SMS V 117
    - SMS V 118
    - SMS V 119
    - SMS V 120
    - SMS V 121

  - B 122 Class
    - SMS B 122
    - SMS B 123
    - SMS B 124

  - V 125 Class
    - SMS V 125
    - SMS V 126
    - SMS V 127
    - SMS V 128
    - SMS V 129
    - SMS V 130
    - SMS V 140
    - SMS V 141
    - SMS V 142
    - SMS V 143
    - SMS V 144

  - S 131 Class
    - SMS S 131
    - SMS S 132
    - SMS S 133
    - SMS S 134
    - SMS S 135
    - SMS S 136
    - SMS S 137
    - SMS S 138
    - SMS S 139

  - H 145 Class
    - SMS H 145
    - SMS H 146
    - SMS H 147

  - G 148 Class
    - SMS G 148
    - SMS G 149
    - SMS G 150

  - S 152 Class
    - SMS S 152
    - SMS S 153
    - SMS S 154
    - SMS S 155
    - SMS S 156
    - SMS S 157

  - V 158 Class
    - SMS V 158
    - SMS V 159
    - SMS V 160
    - SMS V 161
    - SMS V 162
    - SMS V 163
    - SMS V 164
    - SMS V 165

  - H 166 Class
    - SMS H 166
    - SMS H 167
    - SMS H 168
    - SMS H 169

  - V 170 Class
    - SMS V 170
    - SMS V 171
    - SMS V 172
    - SMS V 173
    - SMS V 174
    - SMS V 175
    - SMS V 176
    - SMS V 177
    - SMS V 203
    - SMS V 204
    - SMS V 205
    - SMS V 206
    - SMS V 207
    - SMS V 208
    - SMS V 209
    - SMS V 210

  - S 178 Class
    - SMS S 178
    - SMS S 179
    - SMS S 180
    - SMS S 181
    - SMS S 182
    - SMS S 183
    - SMS S 184
    - SMS S 185
    - SMS S 211
    - SMS S 212
    - SMS S 213
    - SMS S 214
    - SMS S 215
    - SMS S 216
    - SMS S 217
    - SMS S 218
    - SMS S 219
    - SMS S 220
    - SMS S 221
    - SMS S 222
    - SMS S 223

  - H 186 Class
    - SMS H 186
    - SMS H 187
    - SMS H 188
    - SMS H 189
    - SMS H 190
    - SMS H 191
    - SMS H 192
    - SMS H 193
    - SMS H 194
    - SMS H 195
    - SMS H 196
    - SMS H 197
    - SMS H 198
    - SMS H 199
    - SMS H 200
    - SMS H 201
    - SMS H 202